# فريد كيرلي
فريد كيرلي (مواليد 7 مايو 1995) هو عداء أمريكي فاز بفضية أولمبياد 2020 في سباق 100 متر.